# Emmauskirche (Borna)

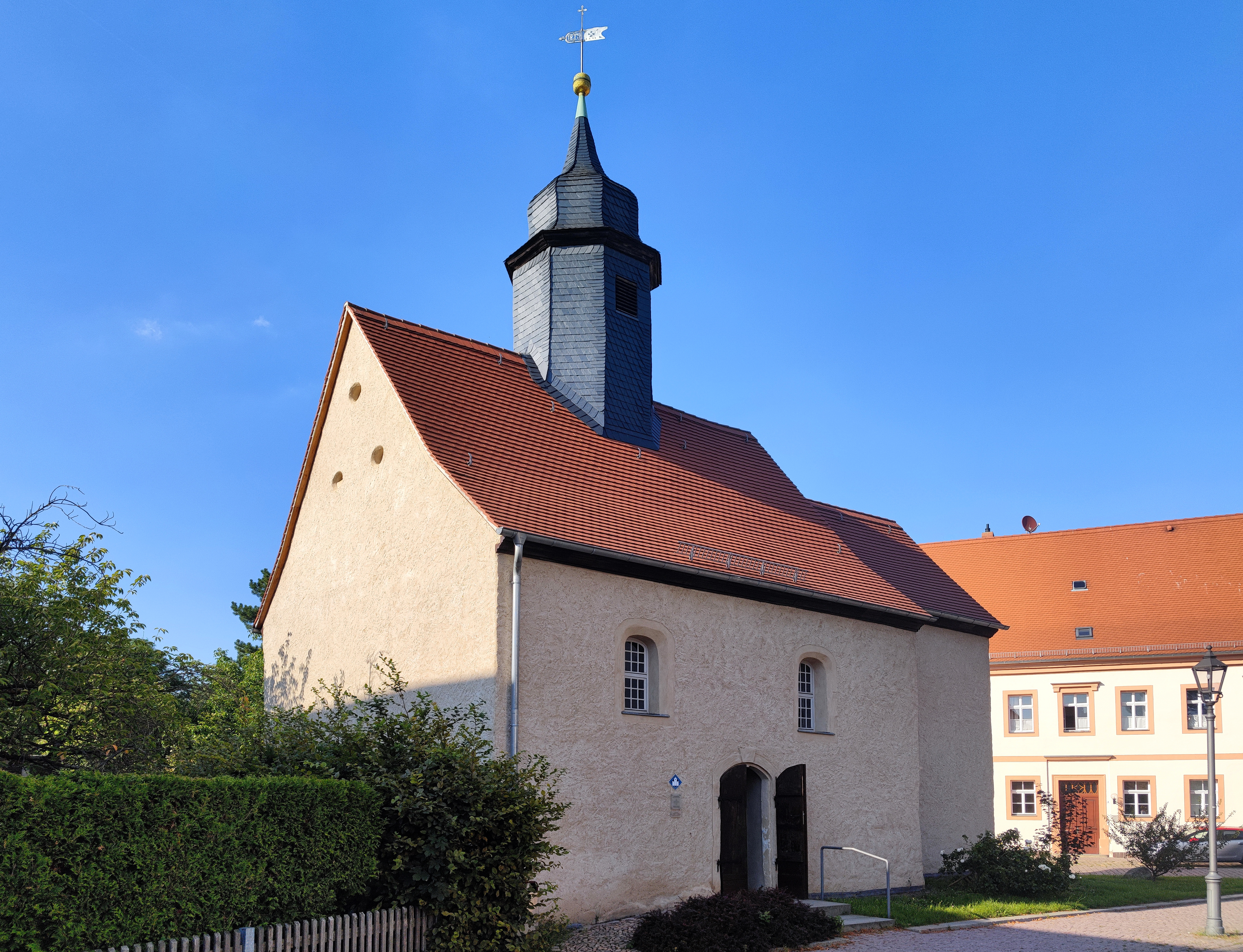
Das Kirchengebäude am neuen Standort (2023)

Die Emmauskirche in Borna besitzt in Sachsen hohe kulturhistorische Bedeutung. Sie stand ursprünglich in Heuersdorf; da dieser Standort jedoch für den Braunkohlenabbau Schleenhain im mitteldeutschen Revier vernichtet wurde, wurde der gesamte Baukörper im Jahre 2007 in einem Stück nach Borna umgesetzt. In der Baudenkmalpflege spricht man bei diesem Vorgang von einer Gebäudeversetzung.

## Geschichte
Die in ihren Ursprüngen aus dem 13. Jahrhundert stammende romanische Emmauskirche ist höchstwahrscheinlich eine der ältesten Kirchen in Sachsen. Sie wurde erstmals 1297 urkundlich erwähnt und war damit das älteste erhaltene Gebäude in Heuersdorf. Die Ersterwähnung ist zugleich der Beginn der urkundlich belegten Geschichte von Heuersdorf, eines reichen Bauerndorfes. Heuersdorfsche Kulturgüter neben der Emmauskirche waren die Taborkirche, das Großhermsdorfer Rittergut mit einem Herrenhaus aus der zweiten Hälfte des 19. Jahrhunderts und mehrere Drei-Seiten-Höfe mit Wohnhaus, Stall- und Nebengebäuden in Heuersdorf und Großhermsdorf, die überwiegend in der ersten Hälfte des 19. Jahrhunderts errichtet wurden und in ihrem baulichen Urzustand größtenteils als Zeugnisse der Landkultur des Bornaer Umlandes erhalten geblieben waren bis zum Abriss des gesamten Dorfes zwischen 2006 und 2010.
Die drei Millionen Euro teure Versetzung der Kirche von Heuersdorf (vorheriger Standort: 51° 7′ 7″ N, 12° 23′ 26,1″ O) nach Borna erfolgte im Jahre 2007. Sie fand ihren Platz neben der Stadtkirche und wurde am Ostermontag 2008 wieder eingerichtet. Das Gotteshaus soll nun für Friedensgebete und Ausstellungen genutzt werden.

## Architektur
Bei der Emmauskirche handelt es sich um eine Saalkirche mit eingezogenem Rechteckchor. Wegen der fensterlosen West- und Nordseite des Chores wird sie als Wehrkirche charakterisiert. Die Kirche wurde aus unbearbeiteten Feldsteinen errichtet und später verputzt.
Im Gegensatz zu anderen mittelalterlichen Feldsteinkirchen fehlt bei der Emmauskirche die Priesterpforte, was ebenfalls einen Hinweis für die Nutzung als Wehrkirche darstellt. Der gemauerte Altarblock und die Vertiefung der Sakramentsnische in der Chorsüdwand sind Bauzeugen der Ausstattung aus der Bauzeit.
Die hölzerne Kassettendecke im Inneren der Kirche stammt aus der Zeit der Renaissance und wird von einer einzigen, mit Blumenmalerei verzierten Stütze getragen. Ebenso stammt der Dachreiter mit Haube aus der Renaissance. In der Zeit des Barock wurden die Eingangspforte und die Fenster der Südseite umgebaut und vergrößert. Die anderen prägenden Inneneinbauten wie Kanzelaltar, Orgel und die Empore in Formen der Neorenaissance stammen aus dem 19. Jahrhundert. Im Dachreiter hängen zwei Glocken, die 1829 in Apolda gegossen wurden.

## Versetzung
Die mittelalterliche Wehrkirche besitzt eine solche kulturhistorische und geschichtliche Bedeutung, dass die Mitteldeutsche Braunkohlengesellschaft (MIBRAG) im Zusammenhang mit der Abbaggerung des Dorfstandortes verpflichtet wurde, dieses Kulturgut zu sichern. Das wirtschaftliche Interesse, den Tagebau Vereinigtes Schleenhain mit 50 Mio. t Braunkohle zu nutzen, begründete diese Zusage im Vertrag. Die Emmauskirche wurde, nachdem am Ostermontag 2007 der letzte Gottesdienst gefeiert worden war, nicht entwidmet, sondern nach Borna umgesetzt und am neuen Standort mehrere Monate restauriert.
Der Transport begann am 23. Oktober 2007 in Heuersdorf und endete am 31. Oktober, dem Reformationstag.
Mit der Umsetzung und dem Transport wurde Mammoet beauftragt. Obwohl alle technischen Arbeiten in diesem Zusammenhang bekannt und machbar waren, war die Art der weiten „Verrückung“ eines kompletten Bauwerkes bislang einmalig. Das Kirchengebäude wiegt 665 Tonnen, ist 14,5 Meter lang, 8,9 Meter breit und 19,6 Meter hoch. Geplant war die Verladung als Ganzes auf ein 32 Meter langes und 800 PS starkes Spezialfahrzeug, bestehend aus 2 Reihen Self-Propelled Modular Transportern der Scheuerle Fahrzeugfabrik nebeneinander, welche mit 40 Achslinien ausgestattet und selbstangetrieben waren. Wegen der Besonderheit von Fahrzeug und Last durften die Steigungen auf dem Transportweg maximal 2° betragen. Nach Ausbau des Inventars der Kirche und umfangreichen Stabilisierungsmaßnahmen wurde das Gebäude von seinem ursprünglichen Fundament getrennt und mittels hydraulischer Stempel um 1,5 Meter angehoben. Anschließend fuhr das Spezialfahrzeug unter den abgelösten Kirchenbau, das Gebäude wurde auf den Transporter abgesetzt und so die Fahrt vorbereitet.
Der romanische, fast fensterlose Bau der Kirche sollte ursprünglich auf einen stabilen Boden aus Beton und Stahl gestellt werden. Bauvoruntersuchungen ergaben jedoch, dass der Zustand des 750 Jahre alten Mauerwerkes die Umsetzung auf diese Weise gefährden könnte. Der Hohlraumanteil des dreischaligen Feldsteinbaues lag bei 30 % bis 40 %. Zunächst wurden deshalb in 1800 Bohrungen 30 m³ Schaummörtel verpresst. Seitenwände und Giebelwände waren wegen der unregelmäßigen Feldsteine kaum miteinander verbunden, und es stand zu befürchten, dass das Gebäude auseinanderbricht. Daher wurde die vorgesehene innere Verspannung durch fünf äußere Stahlgurtungen ersetzt, drei in Bodennähe und zwei im oberen Bereich. Zusätzlich sicherte innen ein Stahlgittergerüst mit zwei Längsträgern die Gebäudestabilität ab. Der Dachstuhl besitzt kulturhistorischen Seltenheitswert und wurde mitsamt dem Glockenturm mit 12 m³ Konstruktionsholz ausgesteift.
Der 12 km lange Transportweg vom alten zum neuen Standort der Kirche bot durch zwei Eisenbahnüberquerungen und die Überwindung der Flüsse Pleiße bei Lobstädt und der Wyhra vor Borna eine technische Herausforderung. Zwei Bahnübergänge erforderten den Höhenausgleich mit Schotterbett und Stahlblechen über die Gleise, und die Oberleitungen mussten entfernt werden. Wegen der Sperrung der Strecke zwischen Chemnitz und Leipzig bei Neukieritzsch hatte die Bahn feste Termine zugewiesen, die das Bausicherungsunternehmen unter Zeitdruck setzten. Zuvor überquerte man bereits den Bahnübergang in Deutzen. Für die beiden Flussquerungen wurden die Flussläufe zugeschüttet und so eine niveaugleiche Fahrt ermöglicht. Um keinen Stau zu verursachen, waren Rohre in die Schüttungen eingefügt. Nach der erfolgreichen Ankunft in Borna stellte das Einfahren auf den Martin-Luther-Platz durch die enge Durchfahrt (2 cm zu den anstehenden Häuserkanten) und das Eindrehen die letzte technische Herausforderung dar.
Planmäßig zum Reformationstag stand die Emmauskirche auf ihrem Standort gegenüber der Stadtkirche St. Marien. Symbolisch übernahm der damalige sächsische Ministerpräsident Georg Milbradt die Steuerung des Spezialfahrzeuges für die letzten Zentimeter des Transportweges. Die Transportplattform wurde entfernt und der Baukörper um die in Heuersdorf angehobenen 1,5 Meter auf sein neues Fundament abgesenkt. Nach der Entfernung der Bausicherungshilfen außen und innen wurde die Kirche saniert und ihrer Bestimmung wieder übergeben. Ostern 2008, nachdem alle Restaurierungsarbeiten erledigt waren, wurde das Gotteshaus am neuen Standort wiedereröffnet.

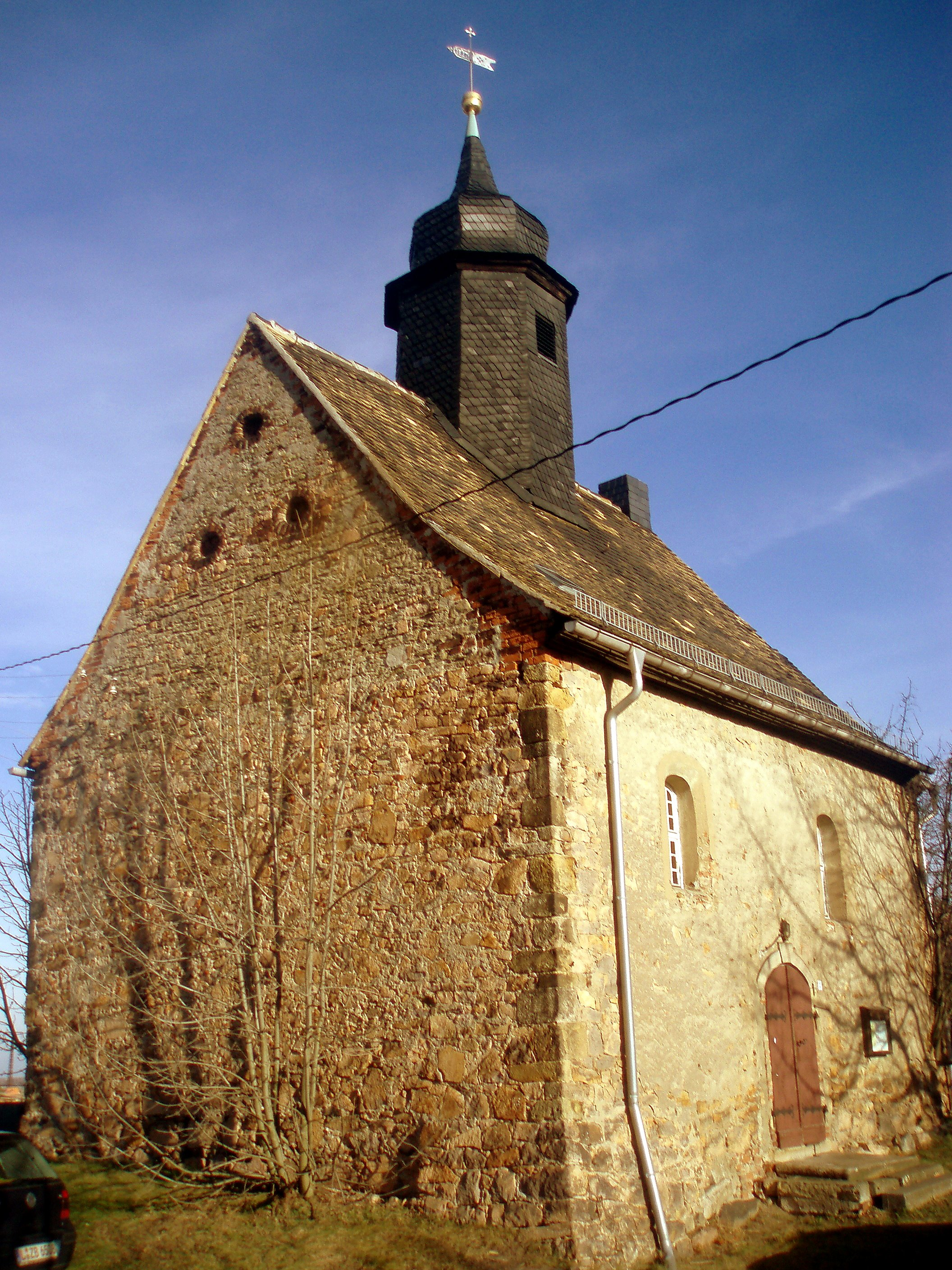
Emmauskirche am alten Standort Heuersdorf (2006)
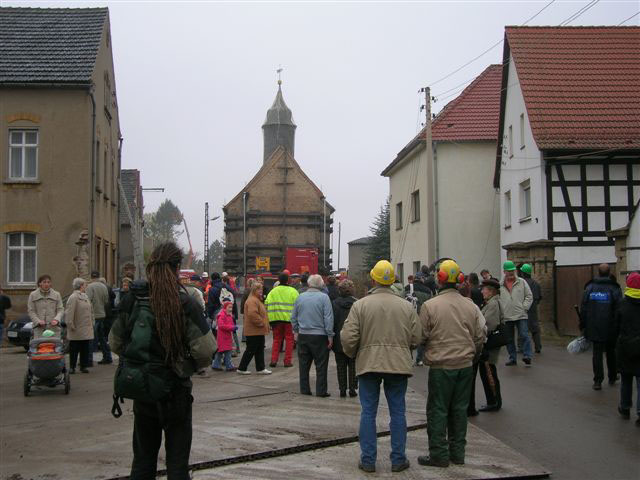
Die Kirche während des Transports (Oktober 2007)
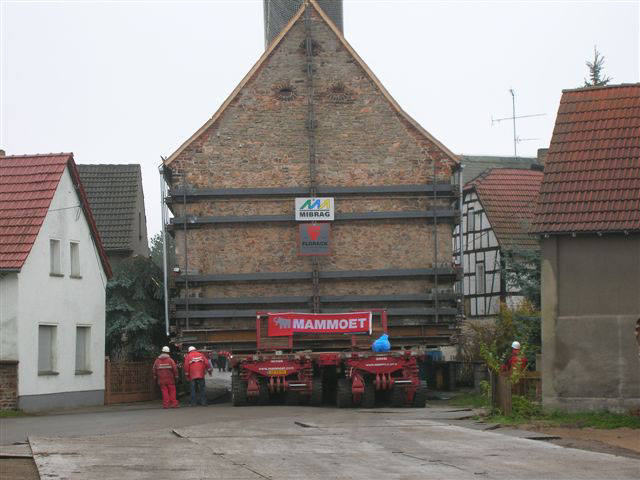
Transport nach Borna (Oktober 2007)

## Orgel

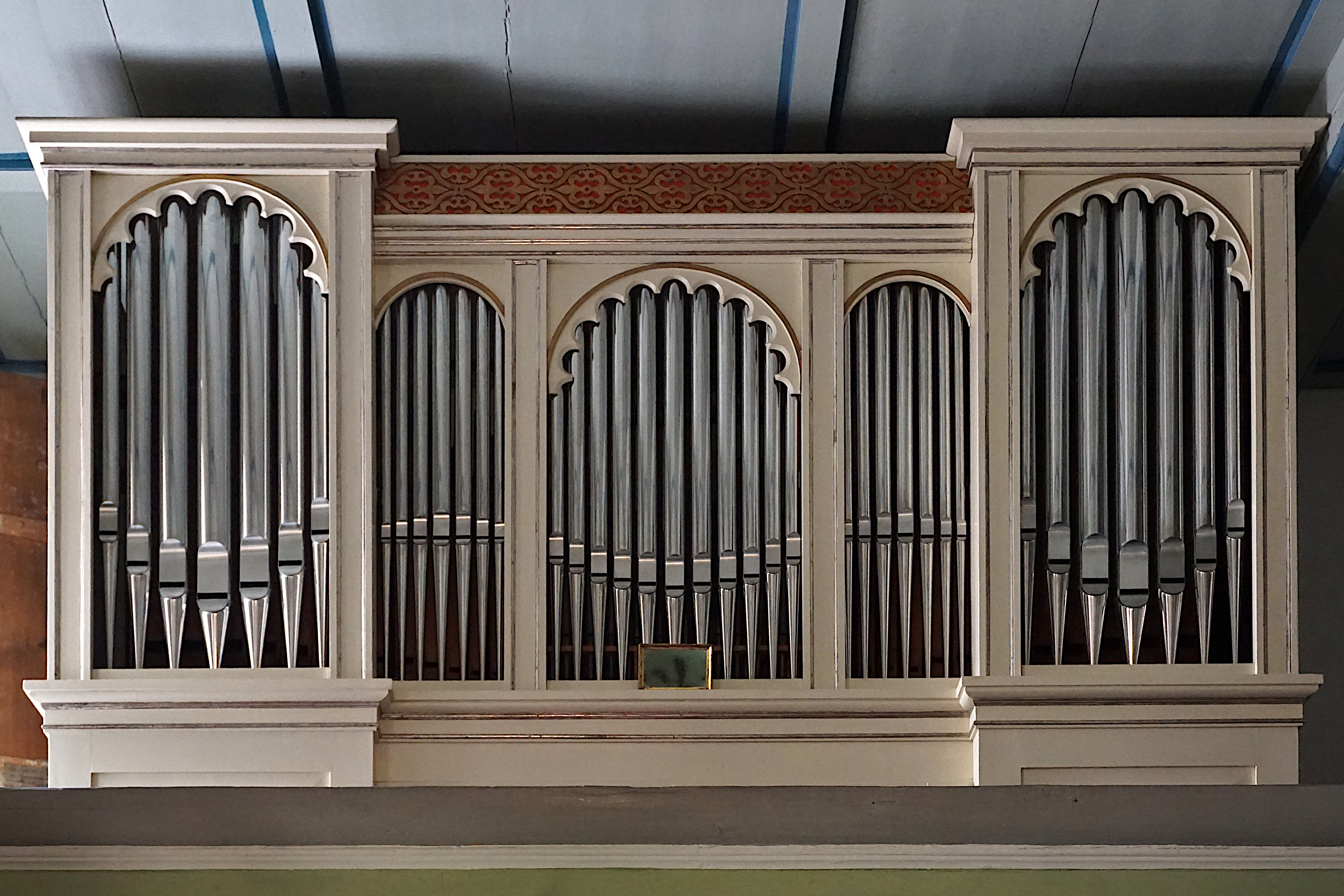
Orgel der Emmauskirche

Wie anderes Inventar wurde auch die Orgel vor der Versetzung sorgfältig gesichert und konnte am neuen Standort wieder eingebaut werden. Es handelt sich um ein kleines Werk aus dem Jahr 1850, das Opus 32 von Urban Kreutzbach aus Borna. Das Instrument hat neun Register auf einem Manual und Pedal. Den Einbau am neuen Standort besorgte 2008 Johannes Lindner.